# Спицын, Александр Николаевич
Алекса́ндр Никола́евич Спи́цын (род. 18 июля 1935 года, р.п. Шибаново, Чусовской район, Пермская область, РСФСР) — ветеран атомной промышленности, один из участников создания Сибирского химического комбината, Герой Социалистического Труда, Почётный гражданин города Северска.

## Биография
Родился и вырос на Урале, на станции Шибаново (пригород г. Чусовой), в многодетной семье рабочего-железнодорожника. После 8-летней школы и затем окончания ремесленного училища № 9 в городе Чусовой в 1952 году, среди нескольких лучших выпускников, был выбран для дальнейшей углублённой специальной подготовки, для прохождения 3-месячной (август, сентябрь, октябрь 1952 года) практики в Горьком (ныне Нижний Новгород). Обучение в этом волжском городе носило предельно секретный характер, комсомольцев-стажёров не информировали о месте и характере предстоящей работы, лишь давали компетенции высокой квалификации слесарей по отладке и обслуживанию высокотехнологического оборудования. В ноябре группу поездом отправили за Урал. 
Из воспоминаний А. Н. Спицына (июль, 2010 год):
Куда, на какую работу направят потом, никто не знал. И, тем более, не говорил. Секретность была полная. Когда уже привезли сюда («объект строительства № 601» — «Зауральский машиностроительный завод Минсредмаша СССР», Томская область, Почтовый ящик № 5, город Томск-7), многие в ботиночках были, кто в шинельке, кто в курточках, а мороз уже под сорок градусов! — вспоминает Александр Николаевич. — Я же, как знал, и перед отъездом пальто тёплое на барахолке купил. А увиденное здесь сначала вообще шокировало. Колючка, конвойные с автоматами, колонны заключённых. У некоторых наших ребят нервишки сдали, конечно. Кто-то даже сказал в сердцах, что бежать отсюда надо! Посчитали нас по головам и отправили в баню. Раздевайтесь и, как хотите, но полтора часа мойтесь. Бельё забрали на «прожарку», а мы положенное время в бане плескались. Поселили нас тогда в солдатских бараках, по нескольку человек в комнате. А уж как потом вкалывать пришлось — это отдельный рассказ! Многие всё же уезжали, не выдерживая тяжёлой работы, неустроенности быта. Оставались самые стойкие — комсомольцы. Это звание (члена ВЛКСМ) для нас тогда многое значило, — продолжал рассказ Александр Николаевич. — На сознание нам «давить» не надо было. (…На строительстве и запуске первых заводов Комбината) мы работали по 12—14 часов в сутки, а то и в две смены подряд. Условия труда, конечно, были аховые. В цехе — жара, как в тропиках, комбинезоны от пота выжимали. А на улице в это время — морозяка. Практически всё делалось вручную, механизмов мало. (…несколько лет мы) жили в тех же бараках, кормились на свои заработанные. Не сладко приходилось, но справились, пустили завод в установленные правительством сроки.
Это был один из заводов ядерного комбината «СХК», завод разделения изотопов. Или, по принятой тогда терминологии, Объект № 1 Химкомбината. В 1961 году, без отрыва от производства (в это время уже был избран бригадиром слесарей-сборщиков завода) А. Н. Спицын окончил школу рабочей молодёжи (получил полное среднее образование), вступил в члены КПСС. В 1962—1966 гг. заочно обучался на механическом отделении Томского сельскохозяйственного техникума (ныне — «Томский аграрный колледж») и получил диплом техника. Имел многочисленные грамоты и благодарности администрации предприятия за свой ударный труд. Эти рабочие парни в тот момент не думали ни о наградах, ни о почётных званиях, просто работали ответственно, на совесть. Полной неожиданностью для А. Н. Спицына стало награждение его высокими государственными наградами и признанием его труда героическим.
«Как выбирали кого и чем награждать, кто там в парткоме и профкоме определял, почему именно мне дали Героя — для меня до сих пор загадка, ведь таких как я молодых ударников производства было немало, — честно признается Спицын. — Узнал о своём награждении случайно, и то в общих чертах. Одна из сотрудниц управления шла мимо и сказала. Тебя, говорит, наградили, и чем-то серьёзным, поедешь в Москву скоро. Чем „серьёзным“, я до самого вручения награды в Кремле ничего не знал. В апреле (1962) приказали собираться в командировку в столицу, также в Москву отправлялся директор комбината тов. Леонтичук. Но он раньше, самолётом улетел. А я поездом покатил. В Кремле мы с ним и встретились. Только тут, пока ждали в приёмной, мне Александр Семёнович и сказал, что за награда меня ждёт. В 10 часов пробили куранты и началась церемония награждения. Вручал награды руководитель страны Леонид Брежнев. Назвали мою фамилию. Встаю. Физическая подготовка в те годы у меня была приличная. Штангой, футболом занимался, а тут иду — и чувствую, что ноги стали как ватные. И рукопожатие, помню, от волнения совсем некрепкое у меня получилось». В те же дни многие ударники труда СХК также были награждены государственными орденами и медалями. Вернулся домой Александр Спицын со Звездой Героя и орденом Ленина на груди, сразу отправился в Заводоуправление и доложил начальству о своём прибытии. В тот же день вышел работать слесарем во вторую смену. Было тогда Герою тогда всего двадцать семь лет…
Указом Президиума Верховного Совета СССР от 7 марта 1962 года Спицыну Александру Николаевичу присвоено звание Героя Социалистического Труда с вручением ордена Ленина и золотой медали «Серп и Молот».
Получив высокую награду в 27-летнем возрасте, А. Н. Спицын в истории СХК стал самым молодым героем-орденоносцем.
До награждения, в годы создания предприятия и участия в монтаже технологического оборудования, пусконаладочных и доводочных работ, прошёл основательную рабочую школу на предприятии, был монтажником оборудования, одним из первых аппаратчиков-эксплуатационщиков нового оборудования, слесарем по ремонту и техническому обслуживанию оборудования и КИПиА и даже был выбран на должность бригадира слесарей-сборщиков Завода разделения изотопов (ЗРИ СХК). После получения диплома техника по механическому оборудованию, с осени 1962 года А. Н. Спицын стал работать мастером (техником) по ремонту и монтажу оборудования на том же заводе в системе СХК. Активный образ жизни сказался на участии общественной работе, работе в качестве депутата республики. В 1971 году А. Н. Спицын возглавил Северский городской клуб молодых рабочих.
Александр Николаевич Спицын проработал на Сибирском, ордена Ленина, Химическом Комбинате Минсредмаша (Атомпрома) СССР почти 45 лет. Это весьма солидный ветеранский стаж.
Активный участник общественной жизни города и предприятия. В 1966—1976 годах был членом Президиума комбинатовского объединённого комитета профсоюза № 124. В 1982 году возглавил работу Совета мастеров комбината. Избирался депутатом Верховного Совета РСФСР 6-го созыва (1963—1967 годы). Дважды избирался депутатом Северского городского Совета депутатов трудящихся (выборы 1959 и 1961 годов).
С 1996 года — на пенсии. Активный участник ветеранского движения.
Проживает в ЗАТО Северск (бывший Томск-7), Томская область.

## Награды
- Золотая звезда «Серп и Молот» Героя Социалистического Труда (07.03.1962)
- орден Ленина (1962)
- медаль «За доблестный труд. В ознаменование 100-летия со дня рождения Владимира Ильича Ленина» (1970)
- медаль «Ветеран труда (СССР)» (1988)
  - нагрудные и ведомственные знаки (медали) отличия, общественные награды — в том числе награды объединения коммунистов ППСНД 1996—2010 гг.: в частности, это нагрудный знак отличия «Наставник молодёжи. СССР» (совместная награда ЦК ВЛКСМ и ВЦСПС, вручёна в 1979)
- награда Томской области — медаль «70 лет Томской области» (11.06.2014 — в этот день состоялось вручение первых 10 этих наград, прежде всего ныне живущим в Томской области Героям Социалистического Труда)[10]
- Удостоен звания «Почётный гражданин города Северска» (с вручением соответствующего нагрудного знака) решением сессии Думы ЗАТО Северск от 29 мая 2014 года
- Звание «Ветеран атомной энергетики и промышленности» с вручением соответствующего нагрудного ведомственного знака-медали (2001)
- Звание «Заслуженный работник Сибирского химического комбината» (1990-е)